# Athemus tienmushanus
Athemus tienmushanus es una especie de coleóptero de la familia Cantharidae.

## Distribución geográfica
Habita en China.